# Pauschalwertberichtigung
Mit Pauschalwertberichtigungen wird im Rechnungswesen bei Unternehmen den latenten Forderungs- und Kreditrisiken Rechnung getragen, weil nach dem Vorsichtsprinzip alle vorhersehbaren Risiken zu berücksichtigen sind. Die Pauschalwertberichtigung ist eine Unterform der Wertberichtigung.

## Allgemeines
Das latente Risiko besteht darin, dass auch ein Teil der aus den als nicht akut ausfallgefährdet eingestuften Forderungen zu einem nach dem Bilanzstichtag liegenden Zeitpunkt ausfallen könnte; wegen der Unkenntnis über dieses Delkredere-Risiko können für diese Forderungen jedoch keine Einzelwertberichtigungen gebildet werden. Um aber dennoch diese latenten Risiken bei der Bewertung des gesamten Forderungsbestandes zu berücksichtigen, wurde die Position der Pauschalwertberichtigung geschaffen. Zu den berücksichtigungsfähigen latenten Risiken zählen auch latente Länderrisiken derjenigen Staaten, in denen die Forderungsschuldner ihren Rechtssitz haben. Formal werden Pauschalwertberichtigungen als direkte Abschreibung verbucht und deshalb beim Forderungsbestand abgesetzt. Eine passivische Darstellung ist zumindest bei Kapitalgesellschaften unzulässig, weil die Position der Pauschalwertberichtigung im Gliederungsschema des § 266 Abs. 3 HGB nicht vorgesehen ist.

## Bewertung
Forderungen sind mit dem Nennwert zu bewerten (§ 253 Abs. 1 HGB). Soweit ihr beizulegender Zeitwert unter dem Nennbetrag liegt, sind sie mit dem niedrigeren Wert zu bewerten (§ 253 Abs. 4 HGB). Dabei kann ein Verfahren angewandt werden, bei dem ein Teil der Forderungen einzeln, der Rest pauschal bewertet wird; dies ist weithin gebräuchlich und entspricht den Grundsätzen ordnungsmäßiger Buchführung. Forderungen können ebenso wie andere gleichartige Wirtschaftsgüter zu Sammelposten in der Bilanz zusammengefasst und der kaufmännischen Übung folgend auch pauschal wertberichtigt werden, wenn die Gemeinsamkeiten die Unterschiede überwiegen und die individuelle Behandlung schwierig oder unzumutbar erscheint. Der Betrag der pauschalen Wertberichtigung kann mit einem Hundertsatz des zu bewertenden Forderungsbestandes geschätzt werden. Für die Steuerbilanz werden Pauschalwertberichtigungen anerkannt, wenn sie „eine objektive Grundlage in den am Bilanzstichtag gegebenen Verhältnissen finden“ und sich zweckmäßigerweise mit entsprechenden betrieblichen Erfahrungen begründen lassen.

## Keine Einzelbewertung
Der für die Bilanzierung geltende Grundsatz der Einzelbewertung (§ 252 Nr. 3 HGB) wird bei der Bildung von Pauschalwertberichtigungen durchbrochen, weil bei ihrer Berechnung der gesamte Bestand an Forderungen aus Lieferungen und Leistungen als Bewertungsgrundlage herangezogen und einer pauschalierten Bewertung unterzogen wird. Eine Einzelbewertung bei großen Forderungsbeständen wäre zu aufwendig, sodass der BFH dem Gedanken der „Wesentlichkeit“ (englisch Materiality) in der Rechnungslegung gefolgt ist und die pauschale Wertberichtigung anerkannt hat. Auch der EuGH hält eine pauschale Risikobeurteilung bei Forderungen für zulässig. Diese Gruppenbewertung unterliegt jedoch folgenden Einschränkungen:
- Bereits einzelwertberichtigte Forderungen sind auszusondern,
- Forderungen mit Aufrechnungsmöglichkeiten sind ebenfalls auszusondern,
- kreditorische Debitoren sind abzuziehen,
- versicherte Forderungen sind nur mit ihrem Eigenbehalt zu berücksichtigen,
- eine Wertberichtigung ist nur vom Nettobetrag der Forderung ohne Umsatzsteuer vorzunehmen.[5]

Der gesamte Forderungsbestand ist um diese Kriterien zu kürzen, sodass die „intakten, unversicherten Netto-Forderungen“ als Bemessungsgrundlage der Pauschalwertberichtigung übrigbleiben. Dabei errechnet sich die Höhe der Pauschalwertberichtigung aus den Erfahrungswerten der Vergangenheit, indem aus den tatsächlich eingetretenen Forderungsausfällen und Erlösschmälerungen ein Durchschnittswert ermittelt wird. Seit 1995 gilt in der deutschen Finanzverwaltung eine Nichtaufgriffsgrenze im Rahmen von Betriebsprüfungen (steuerliche Außenprüfung), soweit die Pauschalwertberichtigung 1 % dieser Bemessungsgrundlage nicht übersteigt. Der Ansatz von höheren Werten erfordert den Nachweis von entsprechenden Erfahrungswerten in vorangegangenen Wirtschaftsjahren.
Bei einer dynamischen Betrachtungsweise sind vergangenheitsbezogene Erfahrungswerte für die Dimensionierung von künftigen Ausfallrisiken ungeeignet. Die Nutzung historischer Quoten spielt für die Ermittlung von Ausfallwahrscheinlichkeiten keine Rolle, eine „Dynamic Loan Loss Provision“ würde insbesondere bei Kreditinstituten größere Ertragseinbrüche in Krisenzeiten verhindern.

## Sonderregelungen für Kreditinstitute
Bei Kreditinstituten werden Pauschalwertberichtigungen, die dem latenten Kreditrisiko Rechnung tragen, regelmäßig nach den Vorgaben des BMF-Schreibens vom 10. Januar 1994 gebildet. Dabei wird auf die Erfahrungswerte der dem Bilanzstichtag vorhergehenden fünf Jahre abgestellt. Diese Pauschalwertberichtigungen sind auch steuerlich anerkannt. In der Praxis werden inzwischen teilweise auch andere handelsrechtliche Modelle angetroffen, die z. B. über die erwarteten Verluste (expected loss) eine Pauschalwertberichtigung ermitteln. Diese sind dann nur in Höhe der nach dem genannten BMF-Schreiben ermittelten Pauschalwertberichtigungen steuerlich zu berücksichtigen.
Kreditforderungen beherrschen das Bilanzbild der meisten Kreditinstitute weltweit. In Deutschland dürfen deshalb Kreditinstitute nach § 340f HGB für Forderungen und Wertpapiere des Umlaufvermögens einen niedrigeren Wert als den für Nichtbanken vorgeschriebenen (§ 253 Abs. 1 und § 279 Abs. 1 Satz 1 HGB) ansetzen, soweit dies zur Sicherung gegen die besonderen Risiken des Geschäftszweigs notwendig ist (Vorsorgereserve). Der Gesamtbetrag dieser Wertberichtigung darf 4 % der betroffenen Vermögensgegenstände nicht übersteigen (§ 340f Abs. 1 Satz 2 HGB). Man spricht hierbei von Vorsorgereserven nach § 340f HGB. Diese werden saldiert mit den Aktivposten (Forderungen an Kunden, Forderungen an Kreditinstitute, Wertpapiere der Liquiditätsreserve) ausgewiesen und sind daher für den Bilanzleser nicht erkennbar. Die Vorsorgereserven sind steuerlich nicht abzugsfähig, d. h., es handelt sich um sogenannte versteuerte Reserven. Deren Auflösung berührt die GuV und ist konsequenterweise dann steuerfrei.
Zu den Wertberichtigungen gehören die von den Kreditinstituten gebildeten Einzelwertberichtigungen sowie portfoliospezifischen Wertberichtigungen (Länderrisiken und Pauschalwertberichtigungen).
Für Zwecke der Eigenmittelermittlung bei Kreditinstituten, die den sogenannten IRBA zur Eigenkapitalunterlegung des Kreditrisikos anwenden, galt bis zum 31. Dezember 2013 Folgendes (ab dem 1. Januar 2014 gelten die Regelungen der CRR):
Nach § 104 Abs. 1 SolvV ist zum Zwecke des Wertberichtigungsvergleichs und zur Ermittlung des Wertberichtigungsüberschusses oder -defizits der Expected Loss zu errechnen. Der Expected Loss ist das Produkt aus der einjährigen Ausfallwahrscheinlichkeit (englisch Probability of Default; PD) und der Ausfallverlustquote im Fall eines Kreditausfalls (englisch Loss Given Default; LGD). Ein sich ergebender Wertberichtigungsüberschuss wird nach § 10 Abs. 2b Satz 1 Nr. 1 KWG als Ergänzungskapital beim regulatorischen Eigenkapital anerkannt (ungebundene Vorsorgereserven nach § 340f HGB). Wertberichtigungs-Defizite (Wertberichtigungen sind niedriger als der Expected Loss) sind jeweils hälftig vom Kern- und Ergänzungskapital abzuziehen (§ 10 Abs. 6a Nr. 1 KWG). Zur Vermeidung eines Abzuges beim regulatorischen Kapital ist deshalb die Gesamtheit aller erwarteten Verluste durch Pauschal- oder Einzelwertberichtigungen zu decken. Der Zwang zum Vergleich der Wertberichtigungen mit dem Expected Loss ergibt sich aus § 105 SolvV. Damit werden Pauschalwertberichtigungen unter den Voraussetzungen des § 10 Abs. 2 Satz 2 KWG bei Kreditinstituten als haftendes Eigenkapital anerkannt, obwohl sie formal zu den Verbindlichkeiten gehören.

## IAS/IFRS
Latente Risiken wie Pauschalwertberichtigungen sind den IAS unbekannt, weil nur mit einer Wahrscheinlichkeit von über 50 % drohende Ausfallrisiken bei einer konkreten Forderung in Form von Einzelwertberichtigungen zulässig sind. Nach IAS 39.58 sind Pauschalwertberichtigungen deshalb nicht statthaft. IAS 39.58 wurde im Dezember 2015 aufgehoben und durch den Standard IFRS 9 (Finanzinstrumente)  ersetzt.